# Piedra Blanca (Porto Rico)
Pour les articles homonymes, voir Piedra Blanca.
Piedra Blanca est une montagne de la cordillère Centrale sur l'île de Porto Rico. Quatrième plus haut sommet de l'île, elle s'élève à une altitude de 1 232 mètres, sur le territoire de la commune de Jayuya.

## Géographie
Le sommet Piedra Blanca se trouve sur le territoire de la municipalité de Jayuya au centre de l'île. Il est à 1,5 km au nord-est du cerro de Punta, le point culminant de l'île.